# سسیل فرانسه
سسیل فرانسه (1097 – 1145) دختر فیلیپ یکم، پادشاه فرانسه از همسرش برتراد د مونتفورت و همسر تانکرد، شاهزاده جلیل (ا. ۱۱۰۶–۱۱۱۲) و پونس، کنت طرابلس (ا. ۱۱۱۲–۱۱۳۷) بود. نخستین ازدواج زمانی رقم خورد که بوهموند یکم در فرانسه بود و برای مقابله با امپراتوری بیزانس در جستجوی حامی بود. سسیل به سمت انطاکیه در سال ۱۱۰۶ حرکت کرد و پس از رسیدن به شرق عنوان بانوی طرسوس و موپسوئست را دریافت کرد. وی پس از آن با تانکرد، شاهزاده جلیل ازدواج کرد.
در زمان مرگ، تانکرد از پونس خواست که با سسیل ازدواج کند. آنها در ۱۱۱۲ ازدواج کردند اما در این زمان پونس در قلعه‌اش توسط عمادالدین زنگی محاصره شد. سسیل از برادر ناتنی خود، فولک، تقاضای کمک کرد. با رسیدن فولک و نیروهایش، عمادالدین زنگی عقب‌نشینی کرد و عازم موصل شد. سسیل از وی پونس صاحب ۳ فرزند شد:
- ریمون
- فیلیپ
- آگنس